# Toshihide Saitō
Toshihide Saitō (jap. 斉藤俊秀 Saitō Toshihide; ur. 20 kwietnia 1973 w Shimizu (obecnie dzielnica Shizuoki) – japoński piłkarz, reprezentant kraju, grający na pozycji obrońcy.

## Kariera klubowa
Jako piłkarz grał w takich klubach jak Shimizu S-Pulse, Shonan Bellmare i Fujieda MYFC.

## Kariera reprezentacyjna
Karierę reprezentacyjną rozpoczął w 1996. Uczestnik Pucharu Azji 1996. Został powołany na MŚ 1998. Powołany także na Copa América 1999. Po raz ostatni w reprezentacji zagrał w 1999, dla której wystąpił w 17 spotkaniach.

## Statystyki
| Reprezentacja Japonii | Reprezentacja Japonii | Reprezentacja Japonii |
| Rok                   | Mecze                 | Gole                  |
| --------------------- | --------------------- | --------------------- |
| 1996                  | 2                     | 0                     |
| 1997                  | 7                     | 0                     |
| 1998                  | 4                     | 0                     |
| 1999                  | 4                     | 0                     |
| Razem                 | 17                    | 0                     |

## Kariera trenerska
W latach 2009–2013 pracował jako grający trener w Fujieda MYFC.